# مانهوا
مانهوا (به کره‌ای: 만화) نوعی کتاب کمیک و داستان مصور کره‌ای است که خاستگاه آن به اوایل قرن بیستم برمی‌گردد. این سبک هنری با تأثیرات تاریخی و اجتماعی کشور کره جنوبی تکامل یافته و تفاوت‌های آشکاری با مانگا (کمیک‌های ژاپنی) و کامیک‌های غربی دارد.

## تاریخچه
اصطلاح "مانهوا" نخستین بار در اوایل قرن بیستم مورد استفاده قرار گرفت. با تأسیس اولین روزنامه‌ها و مجلات در کره، کاریکاتورها و کمیک‌های کوتاه وارد فرهنگ عمومی شدند. در دوره‌های مختلف تاریخی، به‌ویژه تحت تأثیر سانسورهای سیاسی و تغییرات اجتماعی، این رسانه رشد و تحول یافت.

## سبک‌ها و ویژگی‌ها
مانهوا به دلیل نوع روایت، طراحی‌های منحصر به فرد، و استفاده از قالب‌های دیجیتال نظیر پلتفرم‌های وب‌تون مشهور است. برخلاف مانگا که معمولاً از راست به چپ خوانده می‌شود، مانهوا برای مخاطبان بین‌المللی اغلب از چپ به راست طراحی می‌شود.

## وب‌تون
در دهه‌های اخیر، با رشد فناوری‌های دیجیتال، مانهوا به‌طور گسترده به صورت وب‌تون منتشر می‌شود.

## تأثیر فرهنگی
مانهوا نقش مهمی در گسترش فرهنگ کره‌ای (Hallyu) داشته و تأثیرات قابل توجهی بر صنعت سرگرمی جهانی، از جمله اقتباس‌های تلویزیونی و سینمایی، داشته است.